# Barou-en-Auge

Barou-en-Auge este o comună în departamentul Calvados, Franța. În 1 ianuarie 2022 avea o populație de 64 de locuitori.

## Istoric
Pe 10 noiembrie 1855, în jurul orei 10 dimineața, un lup era văzut pe terenurile comunei Barou. După ce a declarat primarului comunei, sa organizat o luptă. Toți locuitorii care aveau o pușcă trebuiau să meargă la marginea pădurii unde intrase lupul. După o urmărire epică în interior, lupul a fost rănit după mai multe focuri de artificii. El reușește să scape pentru a se refugia într-un lemn mic din orașul Norrey. La ora opt, lupul a fost terminat de un muncitor care locuia la Barou. A fost un lup de 3 - 4 ani. A fost acordat un bonus de 12 franci.
Buzunarul Falaise a fost ultima operațiune a bătăliei din Normandia în timpul celui de-al doilea război mondial. A avut loc între 12 și 21 august 1944 într-o zonă între cele patru orașe Normande Trun, Argentan, Vimoutiers și Chambois, pentru a se termina lângă Falaise.

## Geografie
Orașul este situat la porțile Pays d'Auge, la marginea câmpiei Falaise. Are două aspecte: pe de o parte, gardurile vii și pășunile țării Auge, iar pe de altă parte aratul deschis al câmpiei Falaise.

## Toponimie
Forma Barou este deja atestată în 1417. Rene Lepelley poate atribui originea baroșului galician, bar în vechime franceză, "gard", adjunct al sufixului gallic al prezenței -avo: "incinte". Albert Dauzat evocă antropimul latin Barus.
Comuna Barou a fost redenumită Barou-en-Auge în 1936.
Neamul este Conias.